# Schwarzbeinigkeit
Als Schwarzbeinigkeit werden Pflanzenkrankheiten bezeichnet, die von verschiedenen Erregern ausgelöst werden.

## Pilzkrankheit bei Getreide
Die Schwarzbeinigkeit bei Getreide wird vom Pilz Gaeumannomyces graminis verursacht. Vor allem sind hierbei die Winterungen von Weizen, Gerste und Roggen betroffen. Der Pilz verursacht die namensgebende und typische Schwarzfärbung der Getreidewurzeln. Nach der Infektion der jungen Getreidewurzeln vermorschen diese und verhindern in besonders schweren Fällen eine ausreichende Wasser- und Nährstoffversorgung der Pflanze. Dem Überleben des Pilzes in Wurzel- und Stoppelresten kann durch gute biologische Aktivität im Boden und einen Fruchtwechsel auf eine Nichtwirtspflanze gut entgegengewirkt werden, da seine Überlebensdauer nicht länger als ein Jahr beträgt.

## Bakterienkrankheit bei Kartoffeln und anderen Pflanzen
Die Schwarzbeinigkeit ist eine Krankheit, die Kartoffelpflanzen und eine Reihe anderer Pflanzen wie Möhre, Kohl, Tomate, Paprika, Kürbis, Zwiebel, Bohne, Erbse und Rübe befällt.
Der Erreger, das Bakterium Pectobacterium carotovorum (früher als Erwinia carotovora bezeichnet), verursacht sowohl die Schwarzbeinigkeit als auch die „Knollennassfäule“. Durch Schwarzbeinigkeit treten Ertragsminderungen dann auf, wenn ein Bestand etwa 15 % Fehlstellen aufweist. Die Knollennassfäule ist eine der gefürchteten Lagerkrankheiten. Erhebliche Probleme können auch bei Frühkartoffeln auftreten, besonders wenn losschalige Ware bei hohen Temperaturen geerntet wird und starken Temperaturunterschieden während der gesamten Kette bis zum Verbraucher ausgesetzt ist (Schwitzwasserbildung). Verluste bei Lagerware können gehäuft in Jahren mit einer sehr feuchten zweiten Vegetationshälfte auftreten. Kartoffeln auf schweren Böden sind stärker betroffen als auf leichten Standorten, besonders hohe Verluste kommen bei Staunässe vor.  Der Erfahrung nach treten Probleme bei einzelnen Sorten deutlich häufiger (z. B. „Nicola“, „Satina“ und „Adretta“) als bei anderen Sorten auf (z. B. „Solara“).

### Symptome
Der Befall mit Erwinia carotovora ist eine häufige Ursache für Fehlstellen im Bestand. Pflanzen bzw. Einzeltriebe im Bestand vergilben, kümmern und sterben schließlich ab. Sie lassen sich leicht aus der Erde ziehen. Die Bakterien zerstören in erster Linie die Zellen des Stützgewebes des Stängels. An der Stängelbasis findet man eine typische Schwarzfärbung mit einer starken Gewebezerstörung der sogenannten Gefäßbündel und stechendem Geruch. Die Krankheit unterbindet die Wasserzufuhr nach oben und den Abtransport der in den Blättern gebildeten Assimilate in die Knollen. Die Knollennassfäule verwandelt die Knollen in eine weichfaule, breiige Masse, die nur durch die dünne Schale zusammengehalten wird und bei leichtem Druck sofort platzt. Der typische stechende Geruch wird jedoch erst durch Sekundärinfektionen mit bestimmten anderen Bakterien ausgelöst.

### Biologie des Schaderregers
Das Verständnis der Biologie von Erwinia wird dadurch erschwert, dass verschiedene Unterarten des Bakteriums vorkommen, die jeweils unterschiedliche Gewebe der Pflanze besiedeln können und sich ferner in ihrer Übertragungsweise unterscheiden.
Die wichtigste Quelle der Verbreitung ist für beide Unterarten ein latenter (=nicht sichtbarer) Befall des Pflanzgutes, alle Pflanzknollen sind latent infiziert. Besonders stark werden die Schale und die Lentizellen (Atmungsöffnungen) der Knollen besiedelt. Die unterschiedlichen Pflanzgutpartien unterscheiden sich nur im Ausmaß der Besiedlung. Die Frage nach der Übertragung über den Boden ist bis heute nicht abschließend geklärt. Eine wesentliche Infektionsquelle scheint der Boden nur bei sehr enger Abfolge von Wirten (z. B. Möhren nach Kartoffeln oder umgekehrt) zu sein.
Gelangen die Bakterien von der Mutterknolle direkt auf den Trieb und wachsen den Trieb empor, verursachen sie dort die typischen Symptome der Schwarzbeinigkeit. Die Entstehung von Fehlstellen bzw. von Schwarzbeinigkeit wird vor allem durch feuchte Bedingungen nach der Pflanzung und während der Jugendentwicklung begünstigt. Früh gepflanzte Bestände, deren Auflauf durch kühles, nasses Wetter verzögert wurde, sind demnach von Schwarzbeinigkeit am stärksten betroffen. Niederschläge und niedrige Temperaturen führen im Frühjahr zu verstärktem Befall.
Auf der Knollenschale haftende Keime können nicht selbständig in die Tochterknolle gelangen, daher ist eine Infektion des Knollengewebes nur direkt über die Mutterpflanze, oder mit dem Bodenwasser über Wunden und über die Lentizellen möglich. Ein hoher Bodenwassergehalt schafft günstige Ausbreitungsmöglichkeiten und fördert eine Besiedlung der Lentizellen, da diese bei hoher Feuchtigkeit geöffnet sind. Daher sind schwere Standorte stärker durch Knollennassfäule betroffen als leichte. Verletzungen während der Ernte und Sortierungsarbeiten schaffen Eintrittspforten für das Bakterium, ein Kontakt der Knollen mit verseuchtem Material (faulende Knollen, Staub, Maschinenteile) während der Ernte, Aufbereitung und Lagerung erhöht den Verseuchungsgrad einer Knolle bzw. einer Partie. Nassfäuleausbrüche, die durch Beschädigungen als Folge von mechanischen Verletzungen bei der Ernte und Einlagerung ausgelöst werden, beschränken sich jedoch auf die Anfangsphase der Lagerperiode.
Ob nach einer erfolgreichen Besiedelung der Knollen eine Fäule tatsächlich ausbricht, hängt ab von der Anzahl eingedrungener Bakterien, den Resistenzreaktionen innerhalb der Knolle sowie den Bedingungen im Lager. Denn bei Erwinia spielen die Umweltbedingungen (Feuchtigkeit und Temperatur) eine entscheidende Rolle. Es entwickelt sich bei Temperaturen oberhalb von 10 °C, das Temperaturoptimum liegt bei 25–30 °C. Hohe Luftfeuchte und geringe Sauerstoffkonzentrationen in der Raumluft begünstigen einen Ausbruch, da durch Sauerstoffmangel die Resistenzreaktionen der Kartoffel nahezu vollständig gehemmt werden. Für die Bildung von Fäulen ist eine gewisse Bakteriendichte erforderlich (durchschnittlich 10.000 Keime je Gramm). Dies wird dadurch erklärt, dass wenn Bakterien über Beschädigungen oder über geöffnete und unverkorkte Lentizellen in das Knollengewebe eintreten, diese innerhalb der kurzen Zeitspanne, bevor sich eine neue Korkschicht bildet, eine ausreichende Menge an Enzymen produzieren müssen, die die Zerstörung des Gewebes vorantreibt, um den Wettlauf zu gewinnen. Für die ausreichende Produktion an Enzymen ist eine gewisse Menge an Bakterien notwendig, die gemeinsam die Resistenzreaktionen der Knollen überwinden. Unter optimalen Bedingungen für die Bakterien (kein Sauerstoff, feucht) reichen weniger als 100 Bakterien pro Gramm, um einen Krankheitsausbruch zu verursachen, während unter aeroben Bedingungen bei den im Lager üblichen Temperaturen mindestens 1.000.000 bis 10.000.000 Bakterienzellen pro Gramm notwendig sind. Auch eine hohe Stickstoffversorgung erhöht die Gefahr von Nassfäuleausbrüchen, da dadurch die Lentizellen später verkorken und den Bakterien über einen längeren Zeitraum eine Eintrittspforte bieten.

### Bekämpfung und vorbeugende Maßnahmen
Die Bekämpfung dieser Bakterienkrankheit beginnt mit der Verwendung von möglichst gering befallenem Pflanzgut. Niederschläge und Bewässerung vor dem Auflaufen der Pflanzen erhöhen die Gefahr eines Befalls erheblich. Die Ernte sollte erst nach Erreichen der Schalenfestigkeit bei trockenem Boden erfolgen. Die Bodenbedingungen zur Ernte sowie die Lagerbedingungen in den ersten Wochen nach der Einlagerung sind von überragender Bedeutung für das Auftreten von Lagerfäulen. Zur Vermeidung von Verletzungen sollten die Rodearbeiten bei Bodentemperaturen von über 10 °C erfolgen, die Temperatur im Boden sollte jedoch nicht mehr als 20 °C betragen.
Eine zehn- bis vierzehntägige Wundheilungsphase sowie die sorgfältige Abtrocknung der Knollen nach der Ernte kann zum Abbau des Befallsdrucks bei Erwinia beitragen. Eine Herbstsortierung der Knollen – wenn sie nicht zu umgehen ist – sollte mit Sorgfalt durchgeführt werden. Sie stellt eine zusätzliche erhebliche Belastung dar.
Eine gute Belüftung während der gesamten Lagerdauer sorgt für einen Sauerstoffnachschub und verhindert die Bildung von Kondenswasser und Flüssigkeitsfilmen auf der Knollenoberfläche sowie von anaeroben Bedingungen im Stock.
Ein besonderes Problem stellen auch im ökologischen Landbau losschalige Frühkartoffelpartien dar, die sehr verletzungsgefährdet sind. Die Losschaligkeit bewirkt, dass solche Partien nach der Ernte bei entsprechenden Temperaturen stärker schwitzen als festschalige Kartoffeln im Herbst. Zur Vermeidung von Nassfäulen sollten Frühkartoffeln möglichst kühl aus dem Boden geholt werden, damit sich das Bakterium in den Knollen nicht so schnell entwickeln kann. Dies bedeutet, dass die Rodearbeiten frühmorgens in der Regel vor 10 Uhr abgeschlossen werden sollten, denn im Hochsommer steigen die Bodentemperaturen rasch auf 30 °C und darüber an. Ferner sollte bei der Zwischenlagerung im Lager und im Laden verhindert werden, dass sich ein Wasserfilm auf den Knollen herausbildet. Besonders gefährdet sind auch gewaschene Kartoffeln. Diese Partien sollten nach dem Waschen möglichst schnell wieder getrocknet werden. Im Handel können Messgeräte erworben werden, die den Feuchtigkeitsgehalt im Stapel durch Bestimmung des elektrischen Widerstandes messen.